# Liste des édifices labellisés « Architecture contemporaine remarquable » d'Ille-et-Vilaine
Cet article recense les édifices labellisés « Architecture contemporaine remarquable » d'Ille-et-Vilaine, en France.
Le label « Architecture contemporaine remarquable » remplace depuis 2016 l'ancien label « Patrimoine du XXe siècle ». Il ne prend en compte que des édifices de moins de 100 ans à la date de labellisation, et qui ne sont pas protégés comme monuments historiques.
Au début 2024, l'Ille-et-Vilaine compte 11 édifices ainsi labellisés.

## Liste
| Monument                           | Commune             | Adresse                                                                       | Coordonnées                        | Notice     | Date | Illustration                       |
| ---------------------------------- | ------------------- | ----------------------------------------------------------------------------- | ---------------------------------- | ---------- | ---- | ---------------------------------- |
| Église Saint-Martin-de-Tours       | Bruz                | Place du Chanoine-Roullin                                                     | 48° 01′ 27″ nord, 1° 44′ 54″ ouest | ACR0000261 | 2000 | Église Saint-Martin-de-Tours       |
| Chapelle Notre-Dame de l'Hermitage | Goven               | L'Hermitage                                                                   | 47° 59′ 44″ nord, 1° 53′ 18″ ouest | ACR0000262 | 2006 | Chapelle Notre-Dame de l'Hermitage |
| Chapelle de la Sainte-Famille      | Rennes              | 6 passage du Couëdic                                                          | 48° 06′ 14″ nord, 1° 40′ 58″ ouest | ACR0000263 | 2006 | Chapelle de la Sainte-Famille      |
| Collège et lycée Saint-Vincent     | Rennes              | 57 rue de Paris                                                               | 48° 06′ 46″ nord, 1° 39′ 55″ ouest | ACR0000264 | 2000 | Collège et lycée Saint-Vincent     |
| Halles centrales                   | Rennes              | Boulevard de la Liberté Rue de Nemours Place Honoré-Commereuc Rue Jules-Simon | 48° 06′ 30″ nord, 1° 40′ 45″ ouest | ACR0000268 | 2000 | Halles centrales                   |
| Immeuble Tomine                    | Rennes              | 3 avenue Jean-Janvier 1 rue Dupont-des-Loges                                  | 48° 06′ 35″ nord, 1° 40′ 26″ ouest | ACR0001476 | 2000 | Image manquante Téléverser         |
| Immeuble Les Horizons              | Rennes              | 18-20 rue de Brest                                                            | 48° 06′ 45″ nord, 1° 41′ 23″ ouest | ACR0000270 | 2000 | Immeuble Les Horizons              |
| Maison Crespel                     | Rennes              | 43 rue d'Antrain                                                              | 48° 07′ 08″ nord, 1° 40′ 34″ ouest | ACR0000265 | 2006 | Image manquante Téléverser         |
| Maison Odorico                     | Rennes              | 7 rue Joseph-Sauveur                                                          | 48° 06′ 34″ nord, 1° 40′ 22″ ouest | ACR0000267 | 2000 | Maison Odorico                     |
| Villa Le Revenant                  | Saint-Lunaire       | 87 boulevard du Décollé                                                       | 48° 38′ 30″ nord, 2° 06′ 49″ ouest | ACR0000271 | 2000 | Image manquante Téléverser         |
| Hôtel de ville                     | Saint-Méen-le-Grand | Place de la Mairie                                                            | 48° 11′ 23″ nord, 2° 11′ 34″ ouest | ACR0000272 | 2000 | Hôtel de ville                     |